# VR Group

Лінії VR

VR Group (фін. VR-Yhtymä Oy, швед. VR-Group Ab) — державна залізнична компанія Фінляндії. Займається вантажними і пасажирськими залізничними перевезеннями. Довжина колій 5 794 км.

## Історія
Заснована в 1862 році. Спочатку мала назву «Фінські залізниці» (фін. Suomen Valtion Rautatiet) до 1922 року.

## Електрифікація VR
Всі залізниці Фінляндії електрифіковані змінним струмом. Фінські залізниці використовують електровози Bombardier і НЕВЗу, курсують рейкові автобуси Dm12 (ČKD Vagonka)

## Участь в антиросійських санкціях
1 березня 2022 року, у зв'язку з російським вторгненням в Україну, компанія оголосила, що вона утримається від будь-якої взаємодії з російською стороною, крім зв'язку, необхідного для транскордонного руху. Курсування швидкісного пасажирського поїзду Allegro за маршрутом Санкт-Петербург-Гельсінкі триватиме на вимогу фінської влади до подальшого повідомлення для того, щоб громадяни Фінляндії та інших країн ЄС мали змогу покинути територію росії.
Крім того, російські громадяни, які бажають покинути країну, теж повинні мати таку можливість. Продовження руху — це рішення, прийняте як Європейським Союзом, так і урядом Фінляндії. Також повідомлялося, що усі українці можуть подорожувати безкоштовно при пред'явленні українського паспорта в поїздах VR Group у Фінляндії. VR Group підсвітила годинникову вежу Центрального залізничного вокзалу Гельсінкі кольорами українського прапора, а сам український прапор був піднятий на флагштоку вокзалу з 3 березня 2022 року.
25 березня 2022 року залізничне сполучення швидкісними поїздами Allegro між Фінляндією та росією припинилося, так як була досягнута основна мета продовження руху: забезпечити можливість громадянам Фінляндії та інших країн ЄС покинути росію. «За ці тижні люди, які хотіли виїхати з Росії, встигли покинути країну», — заявив директор з пасажирських перевезень залізничного концерну VR Group Топі Сімола (Topi Simola).
26 березня було оголошено, що VR Transpoint з 12:00 27 березня 2022 року через санкції запроваджені проти «Російських залізниць» призупиняє вантажні перевезення з росії до подальшого повідомлення. Проте, вже 30 березня VR Group повідомила про відновлення вантажних перевезень в росію, які були призупинені через санкції Великої Британії проти «Російських залізниць». Компанія отримала роз'яснення від влади Великої Британії про те, що ці санкції не поширюються на контракти VR Group. Рішення про відновлення вантажного сполучення не відмінило призупинення діяльності швидкісного потягу Allegro.
6 квітня 2022 року рада директорів VR Group ухвалила рішення про контрольоване припинення східних вантажних перевезень та підготовку плану скорочення трафіку, який має бути реалізовано таким чином, щоб враховувати потреби безпеки постачання.
3 травня 2022 року VR Group повідомила про початок розірвання контрактів з клієнтами, але частина російського трафіку може тривати до кінця року відповідно до умов припинення договорів, якщо клієнт все ще цього вимагатиме.
iVR Group також ініціювала переговори про продаж або ліквідацію своїх асоційованих компаній в росії: ContainerTrans Scandinavia (CTS) і Freight One Scandinavia (FOS). Крім того, VR Group почала переговори про продаж своєї російської дочірньої компанії Finnlog, яка надає вагони в оренду ключовим клієнтам VR Transpoint у Фінляндії та управляє вагонами для імпортного перевезення деревини між росією та Фінляндією.
Вантажообіг між Фінляндією та РФ становив третини від загальної кількості вантажоперевезень VR Group, 2021 року він склав 37 млн тонн.